# Longs församling
Longs församling var en församling i Skara stift och i Vara kommun. Församlingen uppgick 2002 i Levene församling. 

## Administrativ historik
Församlingen har medeltida ursprung. 
Församlingen var till 2002 annexförsamling i pastoratet Levene, Sparlösa och Long som från medeltiden även omfattade Slädene församling. Församlingen uppgick 2002 i Levene församling.

## Kyrkor
- Longs kyrka